# 普羅霍季 (柳別希夫區)
51°47′10″N 25°28′11″E / 51.78611°N 25.46972°E
普羅霍季（烏克蘭語：Проходи），是烏克蘭的村落，位於該國西部沃倫州，由卡明-卡希尔斯基区負責管轄，面積820平方公里，海拔高度146米，2001年人口467，人口密度每平方公里0.57人。